# Iyang-Argapura
Iyang-Argapura is een complex van vulkanen op het Indonesische eiland Java in de provincie Oost-Java.
Het complex is gelegen tussen de vulkanen Raung en Lamongan.